# Schotse Episcopaalse Kerk

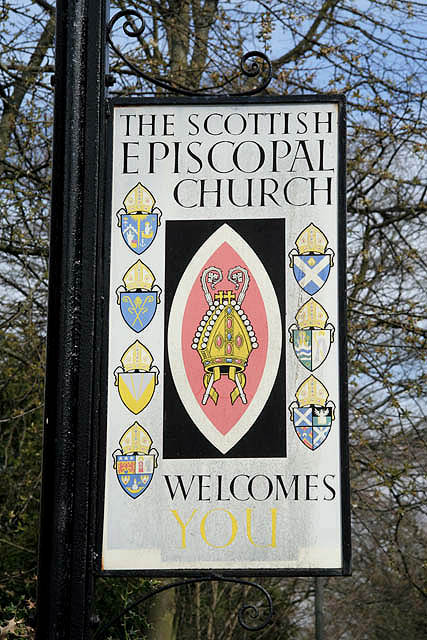
Bord van de Holy Trinity Church in Melrose met de logo's van de landelijke Scottish Episcopal Church en de zeven bisdommen. Het randschrift van het landelijke logo luidt: Evangelical Truth and Apostolic Order (De waarheid van het evangelie en de orde der apostelen).

De Schotse Episcopaalse Kerk (Engels: Scottish Episcopal Church, Schots-Gaelisch: Eaglais Easbaigeach na h-Alba) is een anglicaanse kerk in Schotland, die bestaat uit zeven bisdommen. Sinds het einde van de zeventiende eeuw is zij een afzonderlijke kerk, naast de presbyteriaanse Kerk van Schotland, die in Schotland de publieke kerk is. De kerk voert echter haar geschiedenis terug tot de vroegste vestiging van het christendom in Schotland door Keltische heiligen als Ninianus, Columba en Mungo. De Scottish Episcopal Church was lange tijd bekend als de Episcopal Church in Scotland.
De Scottish Episcopal Church behoort tot de wereldwijde gemeenschap van anglicaanse kerken. Zij erkent de aartsbisschop van Canterbury als leider van deze gemeenschap, maar deze heeft geen rechtsbevoegdheid in de Schotland. De kerk hecht eraan om als Schots gezien te worden en niet als Engels. Het leiderschap (Primus) van de kerk is niet verbonden met een bepaald bisdom, maar wisselt. Sinds 2017 is Mark Strange, de bisschop van Moray, Ross & Caithness, Primus.

## Geschiedenis

### Strijd tussen episcopalen en presbyterianen

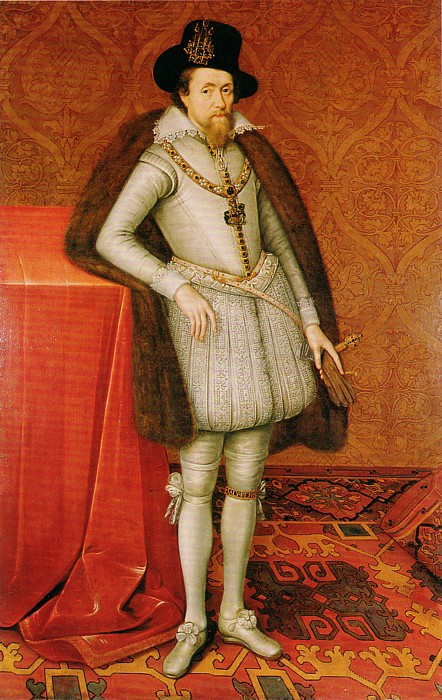
Jacobus VI door John de Critz (ca. 1606).

In 1560 brak de Schotse kerk onder leiding van John Knox met Rome en werd protestants. Deze stap kreeg pas in 1572 koninklijke goedkeuring van de jonge Schotse vorst Jacobus VI. De kerkleer was vanaf het begin gebaseerd op de theologie van Johannes Calvijn, maar pas in 1582 besloot de kerk om ook wat betreft het kerkbestuur zijn opvattingen te volgen en voerde men het presbyteriale stelsel in. Kern hiervan was dat de kerk werd bestuurd door colleges van ouderlingen, die werden gekozen door de mannelijke kerkleden. Hierin was geen plaats voor bisschoppen. Jacobus VI verzette zich hiertegen door uitvaardiging van de Black Acts van 1584, waarin hij de kerk onder koninklijk toezicht plaatste en twee bisschoppen benoemde. Het hevige verzet hiertegen dwong hem om het toezicht op de kerk aan de General Assembly (algemene synode) van de kerk over te laten.
De Schotse kerk raakte verdeeld in een calvinistische stroming, gedragen door de kerkleiding, die een verdergaande versobering van de liturgie wilde en een episcopaalse stroming, die de steun had van de koning en een deel van de adel, die hun recht om geestelijken te benoemen wilden handhaven en een minder radicale breuk met het katholicisme bepleitten, zoals die ook in het buurland Engeland had plaatsgevonden. Nadat Jacobus in 1603 ook koning van Engeland was geworden, verhinderde hij dat de General Assembly nog bijeenkwam en vermeerderde hij het aantal bisschoppen. In 1618 dwong hij de General Assembly om episcopalistische voorschriften aan te nemen, maar deze werden in de praktijk grotendeels genegeerd.
Jacobus' zoon Karel I zette de pogingen voort om van de calvinistische Schotse kerk een anglicaanse kerk te maken voort. In 1637 probeerde hij een Schotse versie van het Book of Common Prayer in te voeren, geredigeerd door de omstreden aartsbisschop van Canterbury, William Laud. Dit bevatte een combinatie van de calvinistische liturgie die John Knox had opgesteld en die van de Kerk van Engeland. De nieuwe liturgie riep echter veel weerstand op. In 1638 werd het bisschopsambt opgeheven door de General Assembly. Karel I was het hier niet mee eens en voerde in 1639 en 1640 twee veldtochten tegen de Schotten uit, die hij echter beide verloor. Zijn gebrek aan financiële middelen dwong hem het Engelse parlement samen te roepen en het conflict dat hij hiermee kreeg, vormde uiteindelijk de voornaamste aanleiding tot de Engelse Burgeroorlog. Schotland steunde aanvankelijk het Engelse parlement, maar koos partij voor de koning toen dit onder invloed kwam van radicale stromingen als de independenten en de koning beloofde het presbyterianisme te zullen steunen. In 1649 werd de koning onthoofd en werd Engeland een republiek onder leiding van Oliver Cromwell.
Nadat het huis Stuart in de persoon van Karel II in 1660 weer aan het bewind was gekomen, kreeg in 1661 de Schotse kerk weer bisschoppen, maar behield wel haar calvinistische liturgie. Ondanks deze concessie weigerden de strikte presbyterianen om deze wijziging te accepteren. Hierop werden zij hevig vervolgd door de koning, die zijn gezag over de kerk bedreigd zag. In 1685 werd Karel II opgevolgd door zijn openlijk katholieke broer Jacobus VII. Deze verleende in 1687 godsdienstvrijheid aan niet alleen de katholieken, maar ook aan alle andere groepen buiten de Anglicaanse kerk, zoals de presbyterianen en de quakers. Toen de anglicaanse geestelijken verplicht werden om de verklaring waarin dit vastgelegd was in al hun kerken voor te lezen vormde dit de aanleiding tot een opstand tegen de katholieke koning. Deze kreeg de steun van de Nederlandse stadhouder Willem III, die getrouwd was met Maria, een dochter van Jacobus VII. In 1689 besteeg hij met zijn vrouw de Engelse en de Schotse troon.

### Zelfstandige episcopaalse kerk
In 1689 weigerden de Schotse bisschoppen om trouw te zweren aan de nieuwe koning, zolang koning Jacobus VII nog leefde en geen troonsafstand deed. Dit bracht Willem ertoe om het presbyteriaanse stelsel weer als bestuursvorm in te voeren in de Schotse kerk. In de Comprehension Act van 1690 werd vastgelegd dat bisschoppen alleen hun kerkelijke ambten konden behouden wanneer zij een eed van trouw zwoeren, terwijl zij alleen aan het kerkbestuur mochten deelnemen indien zij zich akkoord verklaarden met het presbyterianisme. Ondanks de strenge regels wisten veel 'Nonjurors' (niet-zweerders) toch nog enige tijd hun parochiekerk in gebruik te houden.
Het duurde even voordat de buitengesloten Schotse bisschoppen begonnen met het organiseren van een zelfstandige episcopaalse kerk, aangezien zij de bestaande situatie als voorlopig beschouwden en verwachtten dat er vrij snel er weer een legitieme heerser zou zijn, die de nationale episcopaalse kerk zou herstellen. Er werden wel enkele bisschoppen gewijd, terwijl zij geen zetel hadden, maar dit was meer om de apostolische successie in stand te houden dan om hen gezag te laten uitoefenen. Uiteindelijk bleek de zaak van de Stuarts kansloos, terwijl het aantal gemeenten buiten de officiële kerk groeide. Uit respect voor het koninklijk recht om de bisschoppen te benoemen werden zogenaamde 'non-ruling' bisschoppen benoemd, die geen eigen bisdom kregen toegewezen. Na de dood in 1720 van de laatste bisschop met een eigen bisdom werd de kerk geleid door een college van bisschoppen. Deze werden nog benoemd door de kroonpretendent Jacobus III.  
De bisschoppen maakten van de breuk met de presbyterianen gebruik om het Schotse Book of Common Prayer uit 1637 in te voeren als richtlijn voor de liturgie.

### Tolerantie

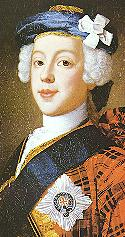
De dood van Karel Eduard Stuart in 1788 bracht de kerk in rustiger vaarwater.

In 1712 vaardigde koningin Anna een wet uit waarin zij vrijheid toestond aan die episcopalen die het Huis Stuart afzwoeren. Deze tolerantie was breder dan die welke Willem en Maria hadden beloofd, aangezien nu ook de episcopaalse liturgie was toegestaan. Velen waren echter niet bereid om de gevraagde eed te zweren, onder wie alle bisschoppen. Zij wijdden echter wel de priesters voor de erkende kerk. Pogingen in 1715 en 1745 om de Stuarts weer in het zadel te helpen, deden de episcopaalse zaak geen goed. Tegen degenen die de Stuarts niet hadden afgezworen werden strenge maatregelen genomen. Een groot aantal geestelijken werd gevangengezet en het aantal kerkgangers per dienst werd fors beperkt. In 1719 was negen personen het maximum en in 1746 werd dit nog verder teruggebracht tot vier. Ook mocht geen enkele geestelijke die was gewijd door een Schotse bisschop een kerkdienst leiden. Wie zich niet aan deze regels hield liep kans gevangengezet of verbannen te worden. Ook tegen de kerkgangers werden harde maatregelen getroffen. Zij mochten geen openbaar ambt bekleden, verloren hun stemrecht en konden niet naar de universiteit. Toen in 1788 de laatste troonpretendent uit het huis Stuart, Bonnie Prince Charlie, overleed kwam de kerk in rustiger vaarwater. In 1792 werden de straffen afgeschaft, maar het duurde nog tot 1864 voordat de laatste belemmeringen voor de geestelijken werden opgeheven. In de loop van de negentiende kwamen de erkende kerk van koningin Anna en de kerk van de bisschoppen bij elkaar. Inmiddels was zij nog slechts een kleine minderheid die alleen in enkele delen van het westen en noordoosten van Schotland enige aanhang van betekenis had. 

### Negentiende en twintigste eeuw

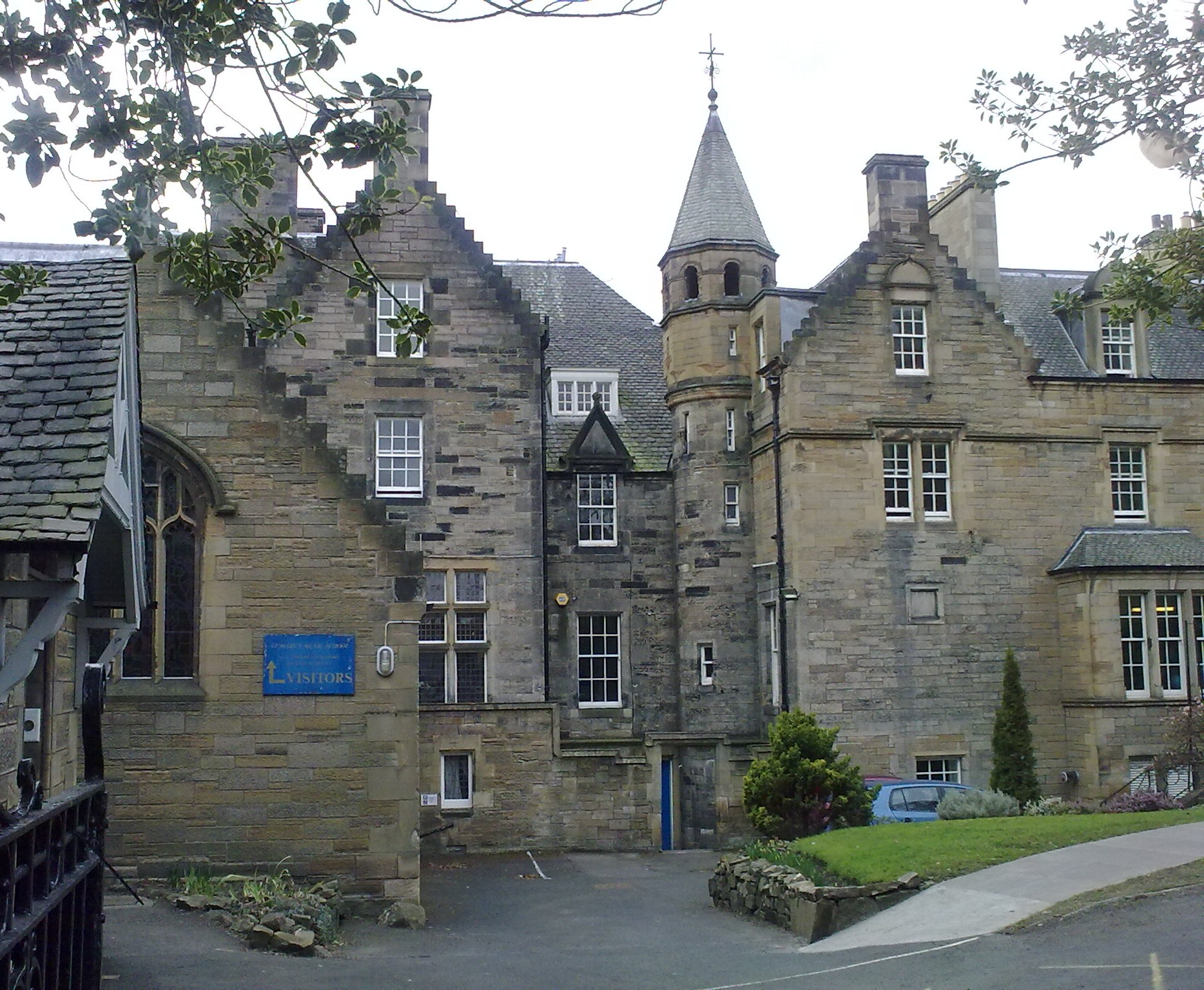
Coates Hall in Edinburgh, nu Saint Mary's Music School.

In 1810 stichtte de episcopaalse kerk een eigen theologische opleiding in Edinburgh, die van 1892 tot 1994 was ondergebracht in het landhuis Coates Hall. De vorming van theologen is nu in handen van de verschillende bisdommen en staat onder toezicht van het Theological Institute of the Scottish Episcopal Church (TISEC).
In het midden van de negentiende eeuw raakte de kerk onder invloed van de Oxford Movement waarvan John Henry Newman de bekendste vertegenwoordiger was. Onder invloed hiervan kreeg de liturgie een minder sober karakter en gingen geestelijken bijvoorbeeld superplies dragen. Deze opwaardering van de status van de clerus paste bij de hoge waarde die de Schotse episcopalen traditioneel aan de sacramenten hadden toegekend. Een tiental gemeenten scheidde zich af uit protest tegen het opleggen van deze hoogkerkelijke gebruiken.
In 1900 telde de kerk 356 gemeenten met 124.335 leden en 324 actieve geestelijken. Tegen de verwachting in, nam hierna het ledental niet toe. Wel ontwikkelde kerk meer maatschappelijke initiatieven, gaf meer invloed aan leken en werd zij actief in de zending. In 1929 werd een nieuw Book of Common Prayer ingevoerd ter vervanging van het oude uit 1637. Vanaf de jaren zestig vonden verdergaande liturgische vernieuwingen plaats. In 1973 werd het mogelijk om mannen met een 'gewone' baan als geestelijke aan te stellen. In 1994 werden na een debat van enkele decennia de eerste vrouwen tot priester gewijd. In 2002 werd bepaald dat zij ook bisschop konden worden en daarmee de bevoegdheid kregen om zelf priesters te wijden.

## Organisatie

### Bisschoppen en Primus

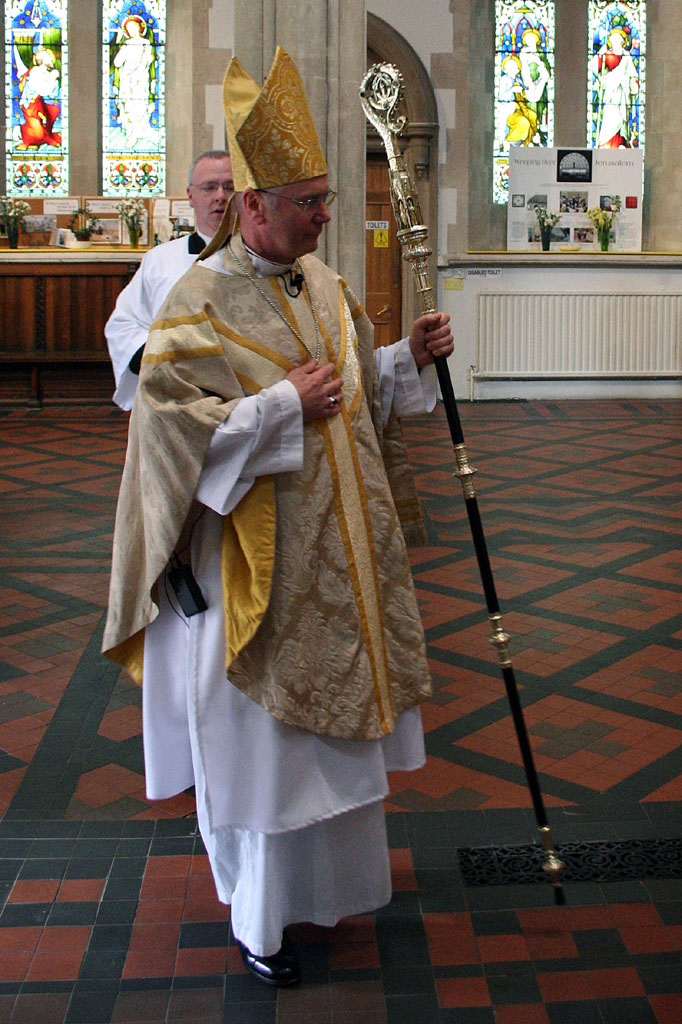
Idris Jones, Primus van de Scottish Episcopalian Church van 2006 tot 2009.

Dat de kerk tot de episcopaalse stroming behoort, heeft tot gevolg dat zij wordt geleid door bisschoppen. In tegenstelling tot de Kerk van Engeland worden de bisschoppen van de Scottish Episcopal Church gekozen door een speciale kiessynode waarin de geestelijken en de leken van het vacante bisdom zitting hebben.
De kerk kent zeven bisdommen, die ieder een eigen bisschop hebben:
- Aberdeen and Orkney
- Argyll and the Isles
- Brechin
- Edinburgh
- Glasgow en Galloway
- Moray, Ross en Caithness
- St Andrews, Dunkeld en Dunblane

Alle bisdommen gaan terug op oude indeling in bisdommen van de Rooms-Katholieke Kerk in Schotland. De enige uitzondering is Edinburgh, dat is gesticht door Karel I van Engeland.
De bisschoppen vormen samen de bisschoppelijke synode, die het hoogste kerkelijke appelorgaan is. De bisschoppen kiezen een van hen als voorzitter, die de titel 'Primus' voert. Deze is afgeleid van het Latijn primus inter pares, de eerste onder gelijken. De Primus heeft geen gezag over de andere bisschoppen. Sinds 2017 is Mark Strange, de bisschop van Moray, Ross & Caithness, Primus.

### Ambten

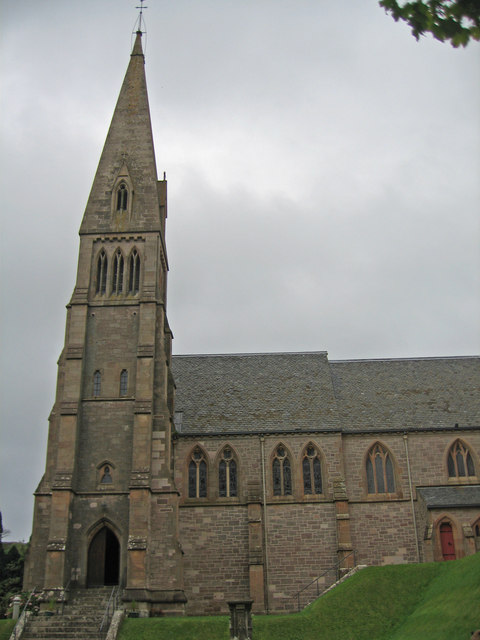
De Cathedral of the Isles op Great Cumbrae.

De Scottish Episcopal Church kent drie geestelijke ambten: diakenen, priesters en bisschoppen. Alle kerkelijke ambten staan open voor mannen en vrouwen, ook het bisschopsambt. Er zijn echter nog geen vrouwelijke bisschoppen gekozen. Naast de drie ambten zijn er nog een aantal bijzondere functies voor geestelijken. Ieder bisdom heeft een dean (deken), die door de bisschop wordt aangesteld en de bisdomssynode bijeen moet roepen wanneer het bisdom vacant is geworden. De hoofdpriester van een kathedraal wordt aangeduid als provost. Uitzondering hierop is de kathedraal op het eiland Great Cumbrae die wordt geleid door een precentor.

### Vertegenwoordigende lichamen
De leiding van de kerk ligt in handen van de algemene synode, die bestaat uit drie kamers: de bisschoppen, de geestelijken en de leken. De algemene synode stelt het kerkrecht vast, beheert de financiën en houdt toezicht op de raden en commissies van de kerk. De meeste besluiten worden genomen bij een gewone meerderheid van stemmen van alle kamers gezamenlijk. Meer ingewikkelde besluiten, zoals wijzigingen van de kerkorde, vereisen instemming van alle kamers afzonderlijk en een tweederdemeerderheid van alle kamers samen. Daarnaast heeft ieder bisdom zijn eigen synode van geestelijken en leken.

## Liturgie
De belangrijkste richtlijn voor de kerkdiensten is het Scottish Prayer Book van 1929, maar er zijn ook andere liturgische formulieren beschikbaar, zoals de Scottish Liturgy 1982. 

## Kerkleer
De Scottish Episcopal Church wijkt in haar geloofsovertuiging niet af van andere anglicaanse kerkgenootschappen. De belangrijkste dogma's zijn:
- Jezus Christus is volledig mens en volledig God. Hij stierf en werd opgewekt uit de dood.
- Jezus is de weg tot het eeuwig leven voor hen die geloven.
- Het Oude en Nieuwe Testament zijn geschreven door mensen geïnspireerd door de Heilige Geest. De apocriefe boeken kunnen worden gebruikt in de eredienst, maar mogen niet gelden als onderbouwing van de kerkleer.
- Doop en eucharistie zijn de twee belangrijkste sacramenten van de kerk. Daarnaast kent de kerk de sacramenten vormsel, priesterwijding, huwelijk, boete en ziekenzalving.
- De kerk gelooft in hemel en hel en verwacht de wederkomst van Jezus in heerlijkheid.

Het gezag van de kerkleer is gebaseerd op de Bijbel, de kerkelijke traditie en de rede. De voornaamste bron is de Bijbel en wat daar helder in staat is waar. Wanneer de Bijbel geen duidelijk antwoord geeft op vragen, doet men een beroep op de traditie, die op haar beurt wordt gecontroleerd door de rede.

### Maatschappelijke kwesties
De Scottish Episcopal Church heeft herhaaldelijk stelling genomen in politieke kwesties. Zo heeft zij zich uitgesproken tegen kernwapens. Zij is voorstander van meer zelfstandigheid van Schotland en nam deel aan de Schotse Grondwettelijke Vergadering, die de oprichting van het Schotse Parlement tot gevolg had.
De kerk heeft in 2017 beslist het homohuwelijk toe te laten. Geestelijken kunnen zich kandidaat stellen om de huwelijken te zegenen maar zijn niet verplicht.

### Oecumenische contacten
Zoals veel andere anglicaanse kerken kent de Scottish Episcopal Church volledige avondmaalsgemeenschap met de Oud-Katholieke Kerken. Tevens is zij lid van de Wereldraad van Kerken en van de Porvoo Gemeenschap van anglicaanse en lutherse kerken.